# Machimus asiaticus
Machimus asiaticus là một loài ruồi trong họ Asilidae. Machimus asiaticus được Lehr miêu tả năm 1999. Loài này phân bố ở vùng Cổ Bắc giới.